# صدای انسان

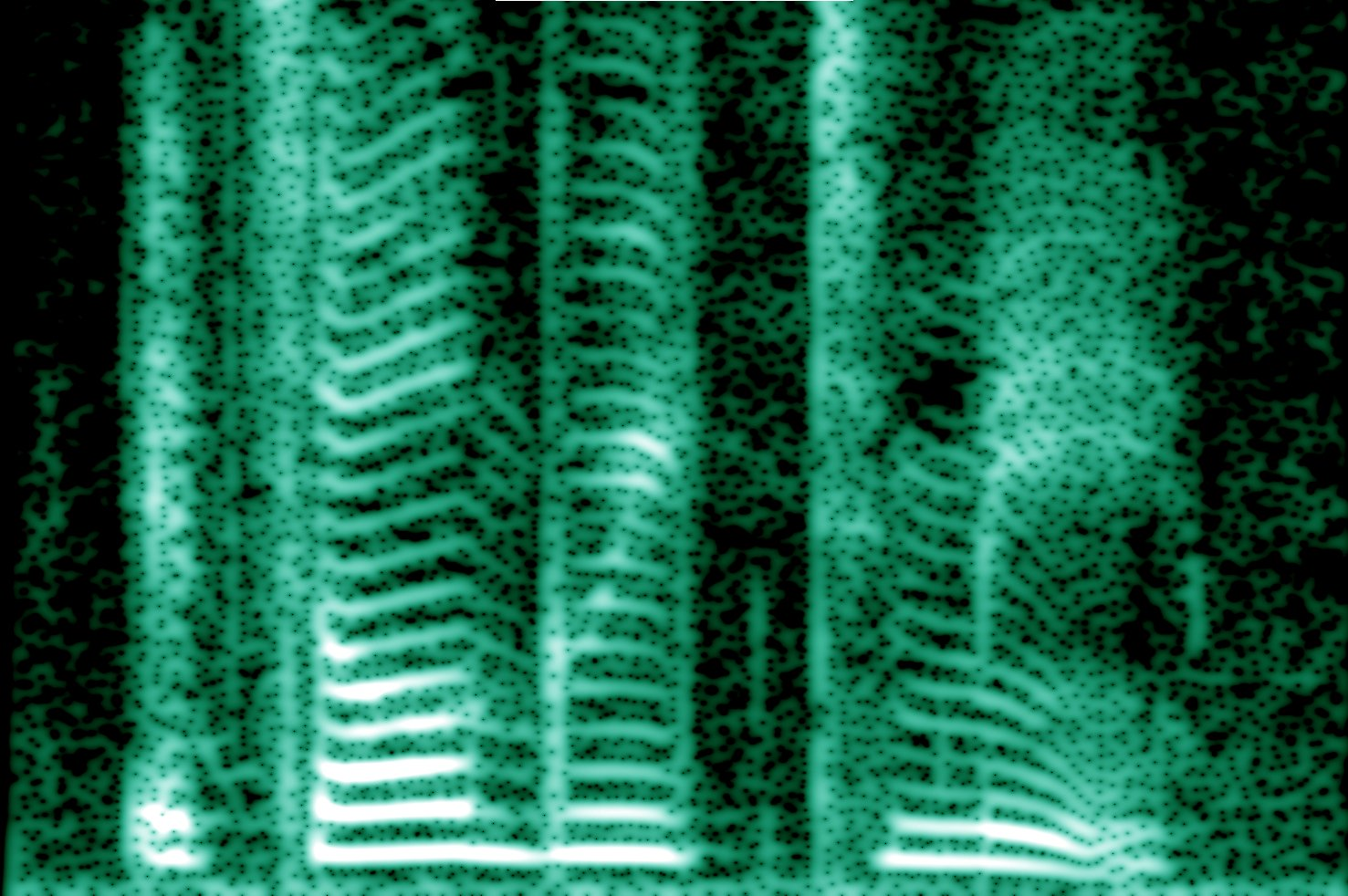
طیف صدای انسان که نشان دهنده هارمونیک بودن آن است

صدای انسان یا آوای آدمی، متشکل از صوتی است که با استفاده از تارهای صوتی توسط انسان ساخته شده و برای صحبت کردن، آواز خواندن، خندیدن، گریه کردن، فریاد زدن و ... مورد استفاده قرار می‌گیرد
تارهای صوتی فقط بخشی از صدای اولیهٔ انسان را می‌سازند و به طور کلی مکانیزم تولید صدای انسان را می‌توان به سه بخش ریه، تارهای صوتی موجود در حنجره و مفاصل تقسیم‌بندی کرد.
ریه (پمپ) باید جریان هوا و فشار هوای کافی را برای ارتعاش تارهای صوتی تولید کند تارهای صوتی یک دریچهٔ ارتعاشی هستند که جریان هوا را از ریه صادر می‌کند تا پالس‌های قابل شنیدنی را به صورت یک منبع صدا در حنجره تولید نمایند. عضلات حنجره، طول و تنش تارهای صوتی را برای ایجاد تن صدایی بسیار خوب تنظیم می‌کنند.
مفاصل (بخش‌هایی از دستگاه صوتی در قسمت فوقانی حنجره شامل زبان، کام، گونه، لب‌ها و غیره)، صدای نشأت گرفته از حنجره را واضح و شفاف و به نوعی فیلتر می‌کنند و تا حدی می‌توانند جریان هوای حنجره را به عنوان یک منبع صدا تقویت یا تضعیف نمایند.
تارهای صوتی در ترکیب با مفاصل قادر به تولید آرایه‌های بسیار پیچیده‌ای از صدا هستند. تن یا لحن صدا می‌تواند بیانگر احساسات مختلف انسان باشد: مانند خشم، تعجب یا شادی.
خواننده‌ها از صدای انسان به عنوان ابزاری برای همراهی و تکمیل موسیقی استفاده می‌کنند.